# いま日本は
いま日本は（いまにほんは）は、2013年10月12日より2014年9月27日まで、BS朝日で、毎週土曜18時54分から20時54分に生放送された、報道・情報ワイド番組である。

## 概要
以前からBS朝日で放送されていた『いま世界は』のスピンオフ・兄弟番組で、日本国内の話題に特化している。
番組はラジオパーソナリティの吉田照美と、俳優の中村雅俊という異色のコンビが総合キャスターを務め、これまでの地上波のニュースで伝えることができなかった、注目のニュースの真相を深く掘り下げて徹底解説していた。
さらに、宮城県出身の中村が東日本大震災の被災地の現状を探るレポート企画も行われた。

## 表彰
- アーサー・ビナードの日本人を探して　ギャラクシー賞第51回（2014年度）選奨

## 出演者
メインキャスター
- 吉田照美
- 中村雅俊[1]

進行
- 下平さやか（テレビ朝日アナウンサー）

レギュラーコメンテーター
- 青木理（ジャーナリスト）
- 古賀茂明（元経産省官僚）
- 春名幹男（早稲田大学客員教授）
- 週替わりゲストコメンテーター

## 関連番組
- いま世界は（スピンオフ元番組。こちらは国際ニュースが題材）
- Live Nippon（後継番組）